# 1909 en rugby à XV
Chronologie du rugby à XV
1908 en rugby à XV - 1909 en rugby à XV - 1910 en rugby à XV
Les faits marquants de l'année 1909 en rugby à XV

## Événements

### Mars
- Le pays de Galles a terminé premier du Tournoi britannique de rugby à XV 1909 en remportant trois victoires et la triple couronne par la même occasion. C'est le premier âge d'or du pays de Galles qui gagne sept fois le Tournoi en douze éditions.
  - Article détaillé : Tournoi britannique de rugby à XV 1909

### Récapitulatifs des principaux vainqueurs de compétitions 1908-1909
- 4 avril : le Stade bordelais UC est champion de France en s'imposant 17-0 à Toulouse face au Stade toulousain.

- Le Durham est champion d’Angleterre des comtés.